# Briana Banks
Briana Banks (München, 21 mei 1978) is het pseudoniem van een Duits-Amerikaanse pornoactrice en model.

## Biografie
Briana Bany heeft een Duitse vader en Amerikaanse moeder. Ze verhuisden naar Groot-Brittannië toen ze vier jaar was, en naar de voorstad Simi Valley van Los Angeles in Californië, Verenigde Staten toen ze zeven jaar was. Haar vader woont nog steeds in Duitsland. Ze ging haar moeders huis uit toen ze 16 was en ze nam haar zus van 14 jaar mee. Ze kreeg voogdij over haar zus toen ze 18 was. Ze heeft model gestaan als tiener, waaronder een cover van Teen magazine. Ze had verschillende andere banen voordat ze de porno-industrie inging; pizza maken, bediende in een kunst- en designwinkel, archiefbediende en secretaresse.
In 1999 reageerde ze op een advertentie in de krant om naakt te modelleren voor pornografische magazines. De fotograaf stopte haar in een pornofilm. Haar eerste film was University Coeds 18, voor Dane Entertainment, daarin speelde ze samen met Brandon Iron. Ze ging de industrie in onder de naam "Mirage", maar ze begon zichzelf "Briana Banks" te noemen in 2000, nadat ze de eerste van de twee borstvergrotingen heeft gehad. Omdat ze ambities heeft om een supermodel te worden, koos ze voor de achternaam "Banks" (naar model Tyra Banks). Haar eerste optreden onder de nieuwe naam was in de film Decadent Whores 9. Ze was Penthouse magazines Pet of the Month in juni 2001. In hetzelfde jaar tekende ze voor Vivid Entertainment.
Banks claimt dat ze de langste benen heeft in de industrie (36"/91cm binnenmaat). Ze heeft een linttatoeage op haar onderrug. Pornoacteur Bobby Vitale was een paar jaar haar vriend maar in 2006 gingen ze uit elkaar.
In 2002 was Banks een van de eerste pornoactrices die een actiefiguur van haar liet maken, door het bedrijf Cyber F/X en Sota Toys in Los Angeles.
Banks werkte mee aan het boek How To Have a XXX Sex Life: The Ultimate Vivid Guide (ISBN 978-0-06-058148-0, uit 2004, van ReganBooks), waarin ze samen met andere Vivid sterren advies en tips geeft over seks, met daaraan gerelateerd hun persoonlijke seksleven.

## Filmografie
- 1999: North Pole 12
- 2000: Pussyman’s Decadent Divas 8, 9
- 2001: Briana Loves Jenna
- 2001–2008: Where the Boys Aren’t 14, 15, 16, 17, 18, 19
- 2005: No No Brianna
- 2006: Time for Briana
- 2006: Perfect Match
- 2009: Lustrous
- 2009: Briana Extreme
- 2011: American Dad XXX
- 2011: The Cougar Club 3
- 2011: Matrimonial Mother Fuckers
- 2012: Seduced by a Cougar 20
- 2014–2021: My Friend’s Hot Mom 44, 98
- 2016: Milfs Like It Big: My Uncle’s GF Wants My Dick!
- 2016: The Nosy Neighbor
- 2016: Anal Craving MILFs 2
- 2016: MILF Tits
- 2016: Squirting Stories
- 2016: The Nosy Neighbor
- 2016: Prime MILF 3
- 2016: Dirty Talk 3
- 2016: Manuel Is A MILF-O-Maniac 5
- 2016: True MILF 3
- 2016: FemDom Ass Worship 29
- 2017: 40 YO MILFs’ First Time Lesbian Lickers
- 2017: My Dad’s Hot Girlfriend 36
- 2017: Tales of Psycho Sluts 2
- 2017: Briana Banks Is Busty And Lusty
- 2017: MILF Performers of the Year 2017
- 2017: Mommy Knows Best 20
- 2017: Mature Sluts
- 2017: Women Seeking Women 138
- 2018: It’s a Mommy Thing! 9
- 2018: Gold Diggin’ MILFs
- 2018: Momma Leave My Cock Alone!
- 2018: MILF Squirt 2
- 2018: Brandi Loves MILFs
- 2018: Elena Koshka Unleashed
- 2018: Moms Lick Teens 16
- 2019: Thick & Horny Cheating Wives 2
- 2019: MILF Edition 2
- 2019: Bad MILFs & Wild Wives
- 2019: D Cup Divas
- 2019: Axel Braun’s MILF Fest 4
- 2019: POV Mania 20
- 2019: Moms In Control 12
- 2019: Up Close And Personal 1
- 2019: Groupie’s Fan Fucking
- 2019: Sophisticated Seductions
- 2019: Lesbian Superstars
- 2019: I’m A Nymphomaniac Like Mom 4
- 2020: Their First 3 Some
- 2020: Busty MILFS
- 2020: D Cup Divas 3
- 2020: Busty Anal
- 2020: When the Guys Are Away
- 2020: Drilling Mommy 11
- 2020: Moms Bang Teens 39

## Prijzen
- Penthouse Pet June 2001
- Hot D'Or Cannes 2001 – Best American New Starlet
- AVN Awards for "Best Renting Title of the Year", and "Best Selling Title of the Year", Briana Loves Jenna, 2003
- 2009 AVN Hall of Fame inductee